# Kurt Tucholsky
Kurt Tucholsky, né le 9 janvier 1890 à Berlin et mort le 21 décembre 1935 à Göteborg, est un journaliste et écrivain allemand.
Il est l'un des auteurs les plus importants de la république de Weimar. Journaliste engagé politiquement et coéditeur de l'hebdomadaire Die Weltbühne, il s'est révélé un critique social dans la tradition de Heinrich Heine. Il est également satiriste, auteur pour le cabaret, poète, parolier, romancier, critique littéraire, critique de cinéma, et critique musical. Il se définit lui-même comme démocrate de gauche, socialiste, pacifiste et antimilitariste et met en garde contre le renforcement de la droite, notamment dans les domaines politique, militaire et judiciaire, et la menace du national-socialisme.

## Biographie

### Jeunesse, scolarité, études

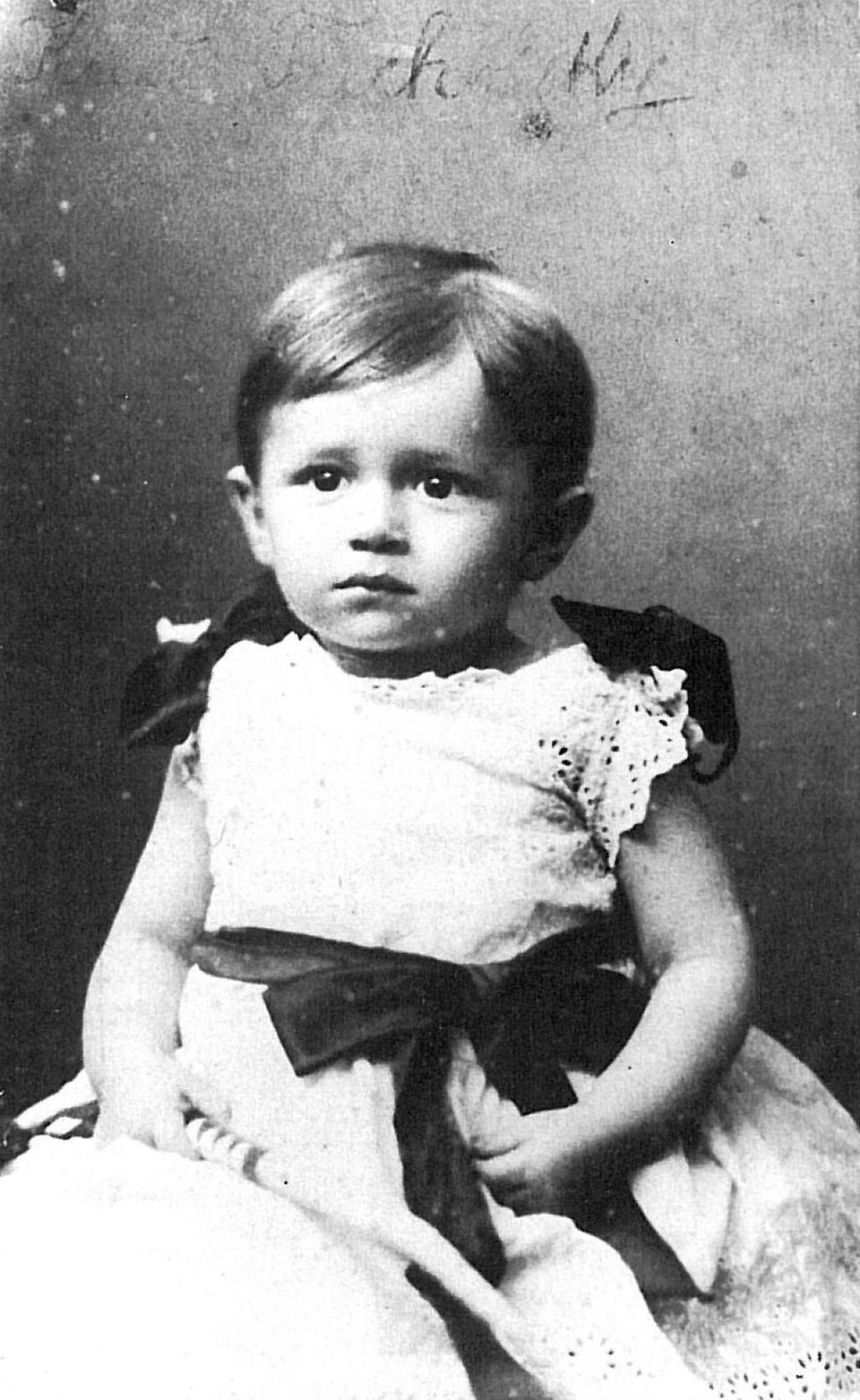
Kurt Tucholsky en 1890.

Tucholsky grandit au sein d'une famille juive ashkénaze. La maison de ses parents, dans laquelle il naît le 9 janvier 1890, se trouve à Berlin-Moabit au 13 Lübecker Straße. Il passe sa jeunesse à Stettin où son père et sa famille se sont installés pour des raisons professionnelles. Son père, Alex Tucholsky, cadre bancaire d'origine juive, a épousé en 1887 sa cousine Doris Tucholsky, avec laquelle il a eu trois enfants : Kurt, l'aîné, puis Fritz et Ellen. En 1899, la famille retourne à Berlin.
Les relations de Tucholsky avec sa mère sont conflictuelles, alors qu'il admire son père. Lorsque celui-ci meurt en 1905, il laisse à sa femme et à ses enfants une fortune appréciable qui permet à l'aîné de poursuivre ses études.
En 1899, Kurt Tucholsky est scolarisé au lycée français de Berlin. En 1907, il s'inscrit au lycée König-Wilhelm (Königliches Wilhelms-Gymnasium), qu'il quitte cette même année pour préparer son Abitur avec un enseignant particulier. Après l'examen en 1909, il commence en octobre de la même année des études de droit à Berlin, dont il accomplit le deuxième semestre au début de l'année 1910 à Genève.
Durant ses études, Tucholsky s'intéresse surtout à la littérature. C'est ainsi qu'il se rend lors d'un voyage avec son ami Kurt Szafranski à Prague, pour faire une visite surprise à l'écrivain Max Brod, un ami de Franz Kafka, qu'il appréciait particulièrement. Tucholsky apporte en cadeau à Brod un paysage miniature qu'il a lui-même confectionné. Il rencontre Kafka, qui note  dans son journal le 30 septembre 1911 :

« un homme de 21 ans, bien équilibré. Son comportement marqué par le balancement mesuré et ferme de sa canne qui soulève d'un mouvement juvénile son épaule, s'accompagne aussi d'un contentement détaché et d'un dédain pour ses propres écrits. Veut devenir avocat… »

Il ne fera pourtant jamais une carrière juridique. Comme Tucholsky est à la fin de ses études déjà fortement engagé dans le journalisme, il renonce en 1913 à passer le premier examen de droit, et par conséquent à envisager une carrière d'avocat. Toutefois, il passe en août 1913 son doctorat de droit à l'université d'Iéna.
Sa thèse sur le droit hypothécaire, déposée en janvier 1914, initialement rejetée, finit par être acceptée après de nombreuses modifications. Elle porte le titre « Die Vormerkung aus § 1179 BGB und ihre Wirkungen ». Tucholsky l'a soutenue le 19 novembre 1914 et a reçu une mention honorable. Après l'impression et la remise des copies de dépôt, le certificat de doctorat lui a été remis le 12 mai 1915.

### Premiers succès comme écrivain
Déjà du temps de sa scolarité, Tucholsky s'essaie au journalisme : l'hebdomadaire satirique Ulk publie en 1907 un court texte intitulé Märchen (conte) dans lequel le jeune homme de 17 ans raille les goûts artistiques de l'empereur Guillaume II. Pendant ses études, il intensifie ses activités de journaliste entre autres en faveur du journal social-démocrate Vorwärts. Il prend part en 1911 à la campagne électorale du parti social-démocrate. Tucholsky publie en 1912 une histoire Rheinsberg ein Bilderbuch für Verliebte (Rheinsberg : un livre d'images pour les amoureux), écrit dans un style frais et léger, inhabituel à l'époque, qui touche un large public. Ce livre est inspiré par un week-end passé avec Else Weil en août 1911. Afin de promouvoir la diffusion de son livre, Tucholsky ouvre avec Szafranski, l'illustrateur de l'histoire, un bar à livres sur le Kurfürstendamm à Berlin. Chaque acheteur d'un livre se voit gratifié d'un petit verre d'eau-de-vie. Cette plaisanterie ne dure que quelques semaines.
De plus longue durée est par contre l'engagement que prend Tucholsky au début de l'année 1913. Le 9 janvier 1913 paraît son premier article dans l'hebdomadaire de critique théâtrale Die Schaubühne qui deviendra plus tard Die Weltbühne du journaliste et critique Siegfried Jacobsohn, lequel sera jusqu'à sa mort le mentor et ami de Tucholsky. À propos de cette relation privilégiée, Tucholsky écrira dans le récit de sa vie, deux ans avant sa mort en Suède : « Tucholsky doit tout ce qu'il est devenu, à l'éditeur de cette feuille, qui est mort en 1926 ». Chaque numéro de la Schaubühne contenait d'habitude deux ou trois articles de Tucholsky.

### Soldat durant la Première Guerre
Le début de sa carrière journalistique est interrompu par la première Guerre mondiale. Entre août 1914 et octobre 1916 ne paraît qu'un seul article de Tucholsky. À l'opposé de nombreux autres écrivains et poètes, il ne partage pas l'enthousiasme patriotique du début de la guerre. Après l'obtention de son diplôme en 1915, il est mobilisé en avril de la même année et envoyé sur le front de l'Est. Il participe d'abord à la guerre de tranchées comme soldat chargé de l'approvisionnement en munitions  puis est secrétaire de la compagnie. À partir de novembre 1916, il rédige un journal pour sa compagnie : Der Flieger. C'est à Alt-Autz, dans l'administration de l'école d'artillerie et d'aviation qu'il fait la connaissance de sa future épouse Mary Gerold. Ces postes de secrétaire et de rédacteur d'une feuille militaire lui offrent la possibilité d'échapper à la guerre de tranchées. Évoquant ses souvenirs, il écrit :

« J'ai essayé pendant trois ans et demi d'échapper à la guerre, autant que je le pouvais (…). J'ai employé tous les moyens, sauf les moyens extrêmes, pour ne pas être fusillé ni me servir d'un fusil. Mais j'aurais aussi employé tous les moyens, sans exception, si j'y avais été contraint. Je n'aurais pas reculé à utiliser la corruption ou tout autre acte répréhensible. Beaucoup en firent autant. »

Les moyens en question avaient un côté comique, comme il le révèle dans une lettre à Mary Gerold :

« Un jour, lors d'une marche, on me remit un vieux fusil très lourd. Un fusil ? En temps de guerre ? Jamais de la vie, pensai-je. Et je le déposai contre une hutte et m'en allai. On s'en aperçut dans notre groupe. Je ne sais plus comment l'affaire s'arrangea, mais cela finit bien et sans fusil. »

La rencontre avec le juriste Erich Danehl débouche sur sa nomination en 1918 au grade d'adjudant et à son transfert dans le Royaume de Roumanie comme commissaire de police militaire (Danehl devenu ami de Tucholsky apparaîtra plus tard dans plusieurs textes, comme Wirtshaus im Spessart sous le nom de « Karlchen »). Tucholsky se fait baptiser protestant pendant l'été 1918 dans la localité roumaine de Drobeta-Turnu Severin. Il avait déjà quitté la communauté juive le 1er juillet 1914.
Bien que Tucholsky ait participé à un concours de tracts pour inciter à la souscription du 9e emprunt de guerre, il rentre en Allemagne à l'automne 1918 comme antimilitariste convaincu et comme pacifiste.

### Combat pour la république
Dès décembre 1918, Tucholsky prend en charge la direction de la rédaction du journal Ulk, direction qu'il conservera jusqu'en avril 1920. Ulk est le supplément hebdomadaire satirique du journal de la gauche libérale Berliner Tageblatt, édité par Rudolf Mosse.
Il travaille à nouveau régulièrement pour la Weltbühne. Afin de ne pas lasser les lecteurs de l'hebdomadaire de la gauche démocratique avec une même signature, il utilise dès 1913 trois pseudonymes qu'il conservera tout au long de ses activités journalistiques: Ignaz Wrobel, Theobald Tiger et Peter Panter. Comme Theobald Tiger est plutôt réservé à Ulk, un quatrième pseudonyme apparaît comme signature d'une poésie dans la Weltbühne : Kaspar Hauser. Rarement, en tout cinq fois, il fait paraître des textes sous d'autres pseudonymes : Paulus Bünzly, Theobald Körner et Old Shatterhand.
Rétrospectivement, Tucholsky expliqua ainsi l'origine de ses pseudonymes :

« Les frères et sœurs allitérants sont les enfants d'un répétiteur légal de Berlin. Les personnes sur lesquelles il a démontré le code civil, les ordonnances de saisie et le code de procédure pénale n'étaient pas A et B, ni héritières ni testatrices. Elles s'appellent Benno Büffel et Theobald Tiger, Peter Panter et Isidor Iltis et Leopold Löwe, et ainsi de suite dans tout l'alphabet (…) Wrobel, c'était notre livre d'arithmétique, et parce que le nom d'Ignaz me paraissait particulièrement horrible, revêche et tout à fait dégoûtant, j'ai commencé ce petit acte d'autodestruction, en baptisant ainsi un quartier de mon être. Kaspar Hauser, il n'est pas nécessaire de le présenter. »

Les nombreux pseudonymes sont nécessaires, car c'est à peine s'il y a une rubrique à laquelle Tucholsky ne participe pas : qu'il s'agisse des éditoriaux, des comptes rendus judiciaires, des commentaires et satires, des poésies ou de la critique littéraire. De plus, il écrit des textes et des chansons pour le cabaret, par exemple pour le théâtre Schall und Rauch et pour des chanteuses comme Claire Waldoff et Trude Hesterberg. En octobre 1919 paraît son recueil de poésies Fromme Gesänge.
Dans l'immédiate après-guerre s'ouvre un chapitre moins glorieux de la vie de Tucholsky : sa participation brève mais lucrative à la feuille de propagande Pieron. Avant le référendum qui devait fixer en Haute-Silésie la frontière définitive entre l'Allemagne et la Pologne, le gouvernement du Reich a chargé ce bulletin d'influencer l'opinion contre la Pologne. Cet engagement, vertement critiqué par différents journaux, vaut à Tucholsky d'être interdit de publication dans les organes du Parti social-démocrate indépendant d'Allemagne (USPD). Tucholsky a considéré plus tard cette collaboration au journal Pieron, due à ses difficultés financières, comme une erreur.

« Des deux côtés, des fonds importants ont été injectés dans le corps corrompu du peuple, comme plus tard, dans la Ruhr, j'avais moi-même les mains dans ce baquet, je n'aurais pas dû le faire et je regrette ce que j'ai fait. »

En tant qu'écrivain politique, Tucholsky avait déjà commencé dans la Weltbühne la série d'articles antimilitaristes « Militaria », une attaque contre l'état d'esprit des officiers restés fidèles à l'époque impériale, état d'esprit renforcé encore par la guerre et qui perdure sous la république. Sa propre attitude comme soldat pendant la guerre ne s'écarte pas sensiblement de celle qu'il critiquait si vivement dans le corps des officiers allemands. Des biographes voient dans cette série d'articles une sorte de « confession publique » (Hepp). Dans le premier article de la série, on peut lire :

« Nous devons nous sortir du pétrin dans lequel un militarisme dégénéré nous a fourrés. C'est en nous détournant complètement de cette époque honteuse que nous pourrons nous en sortir. Il ne s'agit pas de Spartakus ; non plus de l'officier qui considérait son propre peuple comme moyen d'arriver au but - quel était d'ailleurs son but ?
L'Allemand intègre. »

C'est de façon aussi violente que Tucholsky met au pilori les nombreux meurtres politiques qui secouent les premières années de la république de Weimar. Les attentats et assassinats se répètent contre des figures politiques de gauche, pacifistes ou seulement libéraux, comme Karl Liebknecht et Rosa Luxemburg, Walther Rathenau, Matthias Erzberger et Philipp Scheidemann ou Maximilian Harden. En tant qu'observateur des procès contre les auteurs d'extrême-droite de ces meurtres, il lui faut bien constater que les juges montrent de la sympathie pour ces accusés monarchistes et nationalistes. Dans son article « Procès Harden », il écrit :

« Le meurtre politique en Allemagne au cours de ces quatre dernières années est planifié, strictement organisé (…) Tout est prévu : fomenté avec de l'argent inconnu, commis toujours par derrière, instruction bâclée, faux-fuyants, boniments, dérobades lamentables, peines légères, sursis, remises de peine- Continuons ! Ce n'est pas une mauvaise justice. Ce n'est pas une justice défectueuse. C'est l'absence totale de justice. (…) Ni les Balkans ni l'Amérique du Sud ne supporteraient d'être comparés à une telle Allemagne. »

Tucholsky n'épargne pas ses critiques aux politiciens démocrates qui lui semblent trop indulgents avec leurs opposants. Après le meurtre du ministre des affaires étrangères Walther Rathenau en 1922, il rédige un appel à une république se respectant elle-même :

« Relève-toi ! Montre-leur la frappe de tes poings !
Ne t'endors pas à nouveau après deux semaines !
Dehors avec les juges monarchistes,
les officiers — et la canaille
qui vit de toi et qui te sabote
et placarde des croix gammées sur tes maisons.
(…)
Quatre années de meurtres — mon Dieu, ça suffit,
Tu en es maintenant à ton dernier souffle.
Montre ce dont tu es capable. Fais ton examen de conscience.
Meurs ou bien bats-toi. Il n'y a pas d'autre issue. »

Onze ans avant que la première démocratie allemande ne rende son dernier souffle, Tucholsky a déjà désigné ses fossoyeurs. Il ne se contente pas de son activité journalistique mais intervient directement dans l'action politique. Il participe entre autres en octobre 1919 à la création du Friedensbund der Kriegsteilnehmer (Ligue des Anciens Combattants pour la paix) et s'engage au côté de l'USPD (scission de gauche du parti socialiste) auquel il a adhéré en 1920. L'appartenance à un parti n'empêche pas Tucholsky de critiquer certains de ses membres, comme par exemple Rudolf Hilferding, rédacteur en chef du journal USPD Freiheit:

« Monsieur le Docteur Hilferding fut envoyé par les partisans du Reich à la rédaction de Freiheit pour lutter contre la social-démocratie. Il réussit en deux ans à ruiner de telle sorte cette feuille qu'on ne peut plus parler de sa dangerosité, ni même de sa survie. »

Il attaque violemment le Parti social-démocrate (SPD) et sa direction, en lui reprochant la trahison de ses membres pendant la révolution de novembre. Au sujet de Friedrich Ebert, il écrit en 1922 dans « Le procès Harden » :

« Par-dessus tout trône ce président qui rejeta ses convictions au moment même où il était en situation de les réaliser. »

Pendant la phase aiguë de l'inflation, Tucholsky se voit contraint de cesser ses activités de journaliste au profit d'un travail dans les affaires. Mais ce ne sont pas seulement des soucis financiers qui l'y conduisent. À l'automne 1922, il souffre d'une dépression sévère : il se met à douter de l'utilité de ses écrits et aurait même fait une tentative de suicide. Le 1er mars 1923, il entre enfin dans la banque berlinoise Bett, Simon & Co. comme secrétaire privé de Hugo Simon, le directeur de la banque. Mais le 15 février 1924 il conclut un nouveau contrat de travail avec Siegfried Jacobsohn : c'est en tant que correspondant de la Weltbühne et du journal Vossische Zeitung qu'il part au printemps 1924 pour Paris.
Tucholsky connaît aussi dans sa vie privée de profonds bouleversements en 1924 : en février il divorce d'avec Else Weil, épousée en mai 1920. Le 30 août de la même année, il épouse Mary Gerold avec qui il était resté en correspondance depuis son départ de Alt-Autz. Pourtant, au cours d'une rencontre à Berlin au début de l'année 1920, il constate combien ils se sont éloignés l'un de l'autre. Il s’avère aussi à Paris qu'ils ne peuvent vivre ensemble sur le long terme.

### Entre la France et l'Allemagne
Comme son modèle Heinrich Heine, Tucholsky vit la plupart du temps à l'étranger, ne rentrant qu'occasionnellement en Allemagne. La distance accroît sa perception des événements concernant l'Allemagne et les Allemands. Il prend part par la voix de la Weltbühne aux débats politiques de son pays. De plus, il tente comme Heinrich Heine au XIXe siècle, de favoriser une entente entre les Allemands et les Français. Tucholsky, qui avait été admis le 24 mars 1924 à la loge maçonnique Zur Morgenröte de Berlin, qui faisait partie de l'union maçonnique au Soleil Levant, fréquente des loges maçonniques et devient membre des deux loges L'Effort et Les Zélés Philanthropes à Paris en juin 1925 (Grand Orient de France).
À la mort de Siegfried Jacobsohn en décembre 1926, Tucholsky se montre prêt à assumer la direction de la Weltbühne. Mais il n'est pas à l'aise dans les tâches de rédacteur en chef et d'éditeur qui l'obligeraient à revenir à Berlin. Aussi remet-il rapidement la responsabilité de la parution à son collègue Carl von Ossietzky. En tant que collaborateur, il favorise toujours la parution d'articles peu orthodoxes, comme ceux du pacifiste révolutionnaire Kurt Hiller.
Dans les années 1927 et 1928 paraissent son récit de voyage dans les Pyrénées Ein Pyrenäenbuch, un recueil de textes Mit 5 PS (son propre nom étant assimilé aux quatre pseudonymes) et Das Lächeln der Mona Lisa. Il décrit des types berlinois de son époque avec les personnages de Herr Wendriner et Lottchen.
Entre-temps, il reste un observateur critique des événements en Allemagne. C'est ainsi que dans trois articles parus dans la Weltbühne, il cloue au pilori la justice, réactionnaire à ses yeux, de la république de Weimar. Tucholsky est persuadé qu'une deuxième révolution, cette fois-ci réussie, est nécessaire pour conduire à un changement profond de la situation antidémocratique de son époque.

« N'existe-t-il aucune défense ? Il n'y en a qu'une qui soit importante, efficace, sérieuse : la lutte des classes, antidémocratique, grimaçante, sciemment injuste… Il y a une bureaucratie à épurer, une seule. Juste un mot que je ne souhaite pas ajouter ici, car il ne suscite plus la peur chez les dirigeants. Ce mot, c'est : le bouleversement, l'épuration générale, le ménage, le courant d'air. »

On retrouve des arguments identiques dans un article de 1928 « Le bouleversement de novembre », bilan de dix années de république : « La révolution se fait attendre ». Momentanément, Tucholsky se rapproche du Parti communiste d'Allemagne (KPD) et publie un poème de propagande en faveur de la lutte des classes dans un journal, l'Arbeiter Illustrierte Zeitung, apparenté au parti. Le poème « Asile pour sans-abri » se termine par un vers percutant :

« Toutes les bonnes œuvres, camarade, ne sont que de la fumée.
 Conquiers tes droits par la lutte des classes ! »

Durant ses séjours à l'étranger, Tucholsky est également engagé dans des procès avec ses adversaires politiques qui se sentent outragés et attaqués par ses propos. À cause du poème Gesang der englischen Chorknaben (Chant d'un chœur de garçons anglais), un procès est engagé en 1928 contre lui pour « blasphème envers Dieu ».
Cette même année, Tucholsky et Mary Gerold se séparent définitivement. Tucholsky a fait en 1927 la connaissance de Lisa Matthias, avec qui il a passé des vacances en Suède en 1929. Ce séjour lui inspire la nouvelle Schloß Gripsholm parue en 1931 chez Rowohlt, écho de la légèreté juvénile et insouciante de Rheinsberg.
On ne peut imaginer contraste plus grand avec le livre de 1929 Deutschland, Deutschland über alles auquel a collaboré le graphiste John Heartfield. Dans ce livre Tucholsky réussit l'exploit de se livrer aux attaques les plus dures contre ce qu'il hait dans l'Allemagne de son époque et de lui faire en même temps une déclaration d'amour. Dans le dernier chapitre de son livre, on peut lire sous la rubrique Heimat (Patrie) :

« Nous avons le long de 225 pages dit « non », non par pitié et non par amour, non par haine et non par passion – maintenant nous voulons une fois dire oui. Oui : aux paysages et à la terre allemande. Cette terre sur laquelle nous sommes nés et dont nous parlons la langue. Et maintenant je voudrais ajouter quelque chose : il est faux que ceux qui prétendent représenter le sentiment national et qui ne sont que des bourgeois militaristes aient accaparé à leur profit ce pays et sa langue. Ni ces Messieurs du gouvernement en redingote, ni ces professeurs, ni ces Messieurs Dames du Stahlhelm ne sont à eux seuls l'Allemagne. Nous sommes là aussi. […] L'Allemagne est un pays divisé. Nous en sommes une partie. Et malgré toutes les contradictions, nous exprimons avec constance notre amour serein pour notre patrie, sans drapeaux, sans orgue de Barbarie, sans tirer l'épée. »

### Procès contre la Weltbühne et Ossietzky
Sous le titre « Windiges aus der deutschen Luftfahrt », en mars 1929, un article du journaliste Walter Kreiser est publié dans l'hebdomadaire Die Weltbühne. Il traite entre autres de l'armement aéronautique interdit de la Reichswehr. En raison de cette publication, le procureur général ouvre en août 1929 une enquête contre Kreiser et Carl von Ossietzky pour haute trahison de secrets militaires. Bien que l'article se contente de rapporter des faits déjà connus, Ossietzky fut condamné au cours du procès de la Weltbühne à dix-huit mois de détention pour espionnage. Ossietzky est également poursuivi en justice en raison de la célèbre phrase de Tucholsky « Les soldats sont des meurtriers », mais il est acquitté en juillet 1932, car le tribunal ne considère pas cette phrase comme une offense contre la Reichswehr. Vivant à l'étranger, Tucholsky n'est pas accusé. Il avait envisagé de venir en Allemagne pour ce procès car Ossietzky était déjà en prison pour l'article sur l'aviation, mais la situation lui a finalement semblé trop risquée. Il a peur de tomber entre les mains des nationaux-socialistes. Cependant, il sait que son absence ne fera pas bonne impression. « Ce sentiment me fut pénible à porter. Il y a quelque chose de déserteur, d'étranger, de laisser tomber comme ça le camarade Oss en prison. », écrit-il à Mary Gerold, qui « ...attentionnée, lui a fait remarquer que le danger du côté nazi était présent. »  Quelques jours avant sa mort, il écrit de nouveau qu'il avait regretté sa décision de l'été 1932 :

« Mais dans le cas d'Ossietzky, je ne suis pas venu, j'ai échoué à ce moment-là, c'était un mélange de paresse, de lâcheté, de dégoût, de mépris et j'aurais dû venir quand même. Je sais bien que cela n'aurait pas aidé du tout, que nous aurions tous les deux été condamnés, que j'aurais pu tomber entre les griffes de ces animaux, mais il reste une part de culpabilité. »

### Silence journalistique et exil
Depuis les enquêtes et les procès contre Ossietzky, Kurt Tucholsky voit les possibilités du journalisme fortement réduites. En 1929, il s'installe définitivement en Suède, à Hindås, près de Göteborg, où il loue la villa Nedsjölund. Il est profondément affecté quand, à ce moment-là, il prend conscience qu'aucun de ses avertissements n'avait pas été entendu et que son engagement pour la République, la démocratie et les droits de l'homme n'avait eu manifestement aucun effet. En observateur lucide de la politique allemande, il a vu les dangers que représentait Hitler. « Ils se préparent pour le voyage vers le Troisième Reich », écrivait-il des années avant la prise de pouvoir et il ne se faisait pas d'illusions quant à la façon dont Hitler gouvernerait le pays. Erich Kästner en témoigne en 1946, quand le décrit comme « le petit Berlinois bedonnant » qui voulait « arrêter une catastrophe avec sa machine à écrire.»
Depuis 1931, les articles de Tucholsky se font de plus en plus rares. La fin de sa liaison avec Lisa Matthias, la mort d'un ami proche et une affection nasale chronique renforcent sa tendance à la résignation. La dernière contribution importante de Tucholsky paraît le 8 novembre 1932 dans la Weltbühne. Ce ne sont ensuite que des Schnipsel, nom qu'il donne à ses aphorismes. Le 17 janvier, il envoie un petit article depuis Bâle à la Weltbühne. Visiblement les forces lui manquent pour aborder des formes littéraires plus importantes. Il présente pourtant aux éditions Rohwolt le projet d'un roman (Eine geschiedene Frau, une femme divorcée), mais l'évolution de la situation politique en Allemagne en empêche la réalisation. En 1933, les nazis interdisent la Weltbühne, brûlent les livres de Tucholsky et le déchoient de sa nationalité.

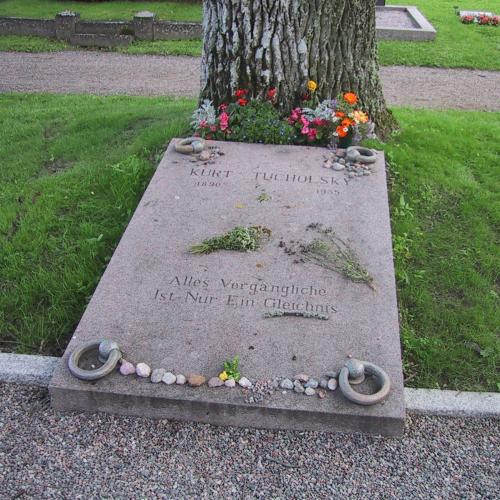
Tombe de Tucholsky dans le cimetière suédois de Mariefred.

Ses lettres publiées au début des années 1960 rendent compte de ses dernières années et de ses réflexions sur l'évolution de la situation en Allemagne et en Europe. Elles sont adressées entre autres à des amis comme Walter Hasenclever ou à son dernier amour, le médecin de Zurich Hedwig Müller, qu'il surnomme Nuuna. Il joint à ses lettres à Nuuana des feuilles détachées de son journal personnel, qu'il a rassemblées sous le titre Q-Tagebücher. Dans ce recueil et dans ses lettres, Tucholsky se qualifie d' « Allemand et poète ayant cessé d'exister ». Il écrit à Hasenclever, le 11 avril 1933 :

« Je n'ai pas besoin de vous apprendre que notre monde n'existe plus en Allemagne. Et donc :
  Je vais la fermer pour l'instant. On n'arrête pas un océan à coups de sifflet. »

Il ne partage pas l'illusion de beaucoup d'exilés, qui pensent que la dictature de Hitler va bientôt s'effondrer. Il constate avec amertume que la majorité des Allemands s'accommode de cette dictature et que les nations étrangères acceptent le pouvoir hitlérien. Il envisage une guerre d'ici peu.
Tucholsky refuse catégoriquement de s'associer à la presse naissante de l'exil. D'une part, il ne se considère pas comme émigré, puisqu'il a déjà quitté l'Allemagne en 1924, et d'autre part, il sollicite la nationalité suédoise. Il livre dans l'émouvante dernière lettre à Mary Gerold les raisons profondes pour lesquelles il ne veut plus rien avoir à faire avec l'Allemagne.

« n'ai pas publié une ligne sur tout ce qui s'est passé – en dépit de toutes les demandes. Cela ne me concerne pas. Ce n'est pas de la lâcheté – celle qu'il faut avoir pour écrire dans ces feuilles de chou ! Mais je suis au-dessus de la mêlée, ça ne me concerne plus. J'en ai fini avec ça. »

En fait, il n'en a pas encore fini et il s'intéresse à l'évolution de la situation en Allemagne et en Europe. Pour soutenir le prisonnier Ossietzky, il pense revenir sur le devant de la scène. Peu avant sa mort, il veut régler ses comptes dans un article très critique, avec le poète Knut Hamsum, qu'il a autrefois admiré. Hamsun s'est déclaré ouvertement pour le régime hitlérien et a attaqué Carl von Ossietzky, qui, incarcéré au camp de concentration de Papenburg-Esterwegen, ne peut se défendre. En coulisse, Tucholsky soutient l'attribution du prix Nobel de la paix de l'année 1935 à son ami emprisonné. Ossietzky reçoit l'année suivante cette distinction avec effet rétroactif sur l'année 1935. Tucholsky n'a pas vécu le succès de ses efforts.
Dans sa lettre du 15 décembre 1935 (six jours avant sa mort) à l'écrivain émigré en Palestine Arnold Zweig, il critique d'abord l'absence de résistance des juifs allemands face au régime national-socialiste. Il résume de façon résignée son engagement politique envers la situation en Allemagne :

« C'est dur à avouer. Je le sais depuis 1929 – à cette époque j'ai fait une tournée de conférences, j'ai vu « nos gens » face à face, devant la tribune, adversaires et partisans, et alors j'ai compris et je suis devenu de plus en plus silencieux. Ma vie m'est trop précieuse, pour m'installer sous un pommier et le supplier de donner des poires. Très peu pour moi. Je n'ai avec ce pays, avec sa langue que je parle le moins possible, plus rien à faire. Qu'il crève – qu'il soit conquis par la Russie – ce n'est plus mon affaire. »

Épuisé par sa longue maladie, dans sa maison de Hindas, il prend le soir du 20 décembre 1935 une surdose de somnifère. Le lendemain suivant, il est trouvé dans le coma et conduit à l'hôpital Sahlgrensche de Göteborg. Tucholsky y meurt dans la soirée du 21 décembre. La thèse du suicide a été mise en cause par le biographe de Tucholsky, Michael Hepp. Un suicide par méprise serait selon lui envisageable.
Les cendres de Tucholsky sont déposées sous un chêne dans le cimetière suédois de Mariefred à l'été 1936. L'inscription sur la dalle : « Tout ce qui est éphémère est allégorique », tirée du Faust II de Goethe, ne fut gravée qu'après la fin de la Seconde Guerre mondiale. Tucholsky lui-même avait proposé dans la satire Requiem l'épitaphe suivante pour son pseudonyme Ignaz Wrobel :

« Ici repose un cœur en or et une grande gueule
Bonne nuit! ». »

## Réception et aspects particuliers de l'œuvre de Tucholsky
Tucholsky fut l'un des journalistes les plus demandés et les mieux payés de la république de Weimar. Au cours des 25 années de son activité de journaliste, il publia plus de 3 000 articles dans presque 100 journaux, la plupart de ses articles, soit environ 1 600, dans l'hebdomadaire Die Weltbühne. Sept recueils de textes courts et de poèmes qui pour certains atteignirent une douzaine d'éditions, parurent de son vivant. Les œuvres et les opinions de Tucholsky retiennent aujourd'hui encore l'attention, comme en témoignent les disputes dans les années 1990 au sujet de sa phrase : « Les soldats sont des assassins ». Sa critique de la politique et de la littérature de son temps ainsi que d'une partie des juifs allemands, suscite toujours la controverse.
Au château de Rheinsberg se trouve aujourd'hui le musée de la littérature consacré à Kurt Tucholsky, qui renseigne en détail sa vie et son activité. Une grande partie des œuvres posthumes de Tucholsky se trouvent dans le musée des archives de la littérature allemande à Marbach am Neckar. Des pièces sont disponibles pour une durée indéterminée au musée de la littérature moderne à Marbach am Neckar.

### L'écrivain politique
Le rôle de Tucholsky comme journaliste politique fut diversement apprécié. Il avait exposé son engagement d'intellectuel de gauche dans un texte de 1919 « Wir Negativen » (« Nous les négatifs ») dans lequel il devait déjà se défendre du reproche de ne pas voir les aspects positifs de la jeune république. Il écrit en résumé :
« Nous ne pouvons pas dire oui à un peuple qui aujourd'hui encore est dans une telle disposition, que si par hasard l'issue de la guerre avait été favorable, il aurait pu commettre le pire. Nous ne pouvons pas dire oui à un pays qui est accaparé par des organisations et où le groupe écrase l'individu. » 
Tucholsky adopta une position de plus en plus critique vis-à-vis de la république de Weimar. À son avis, la révolution de novembre n'avait apporté aucun progrès dans les domaines de l'école, de l'université, de l'administration où règne le même état d'esprit pernicieux, qui nie la responsabilité allemande dans la Première Guerre mondiale et qui, au lieu d'en tirer les conséquences pour une véritable politique de paix, est en train de préparer secrètement la prochaine guerre. Au vu de ces circonstances, il conclut au printemps 1928 :
« Nous tenons la guerre des États nationaux pour un crime, que nous combattons où nous le pouvons, quand nous le pouvons, avec les moyens dont nous disposons. Nous sommes traitres à notre pays. Mais nous trahissons un état que nous refusons en faveur d'un pays que nous aimons, en faveur de la paix et de notre véritable patrie: l'Europe. » 
« Comment l'avez-vous baptisée ? Révolution ? ça n'en été pas une. » 
Malgré ses désillusions, Tucholsky n'a pas cessé d'attaquer avec force dans la presse de gauche ces ennemis déclarés de la république et de la démocratie qui se rencontrent chez les militaires, dans la justice et l'administration, dans les anciennes élites monarchistes et dans les nouveaux mouvements nationalistes. Tucholsky, qui fut membre du parti USPD de 1920 à 1922, s'est parfois rapproché du Parti communiste d'Allemagne (KPD), il resta toutefois en tant qu'écrivain bourgeois toujours à l'écart des permanents du parti communiste.
En raison de son attitude sans compromis à l'égard des nationaux-socialistes, il ne fut pas surprenant que son nom figure sur la première liste des personnalités déchues de la nationalité allemande, ni que son œuvre fut interdite dès 1933. Lorsque les étudiants brûlèrent les livres le 10 mai 1933 à Berlin et dans d'autres villes, les œuvres de Tucholsky et Ossietzky furent qualifiées ainsi : « Contre l'insolence et l'arrogance, pour l'égard et le respect dus au génie immortel du peuple allemand, que les flammes consument les écrits de Tucholsky et Ossietzky ! ». Tucholsky se montra assez indifférent face à ces événements, comme il le dira dans une lettre à Walter Hasenclever en date du 17 mai 1933 À Francfort  « ils ont amené nos livres sur un char à bœufs jusqu'au lieu du supplice. Semblable à un défilé de professeurs en robe, en plus sinistre. » 
Dans l'après guerre, des voix se sont élevées en République fédérale pour faire porter aux écrivains de gauche comme Tucholsky ou Bertolt Brecht une part de responsabilité dans l'échec de la république de Weimar. Il leur est reproché essentiellement d'avoir par leurs critiques impitoyables, dans des publications comme Die Weltbühne, prêté main-forte aux nazis. Un des représentants le plus connu de cette opinion fut l'historien Golo Mann. Il écrivit en 1958:
« La méchanceté lucide avec laquelle Kurt Tucholsky railla la république, ses faiblesses et ses hypocrisies rappelle de loin Heinrich Heine. Un peu de la vivacité d'esprit et de haine de ce grand poète l'habitait, hélas peu de son amour. Cette littérature radicale pouvait critiquer, railler, démasquer, acquérir une supériorité facile qui ne témoignait pas de la fermeté de sa propre résolution. Elle était habituée à ces pratiques du temps de l'empereur et les poursuivit sous la république qui ne manquait pas de lui offrir des cibles à sa raillerie. En quoi cela fut-il utile ? » 
Jusqu'au début des années 1930, il prit parti pour ce qu'on appellera après 1949 « une démocratie en état de se défendre ». À ses yeux, l'échec de Weimar n'était pas dû à ce que des écrivains comme lui en aient fait trop, mais au fait qu'ils avaient eu trop peu d'influence. En mai 1931, il écrivit au journaliste Franz Hammer :
« Ce qui m'inquiète parfois, c'est l'influence de mon travail. En a-t-il une ? (je ne veux pas parler de succès, cela me laisse froid.) Mais je suis effrayé car tout cela m'apparaît sans effet : on écrit, on travaille…. Est-ce que cela change quelque chose en réalité dans l'administration ? Réussit-on à éloigner ces scribes importuns, tourmentés et tourmentant de leur fonction ? Les sadiques s'en vont-ils ? Les bureaucrates sont-ils congédiés ? Parfois je suis accablé par tout ça. » 
Un autre passage de la lettre déjà citée à Hasenclever en date du 17 mai 1933, peut être lu comme une réponse anticipée aux critiques de l'après-guerre :
« Je perds peu à peu la tête à force de lire que j'ai ruiné l'Allemagne. Depuis vingt ans une même chose m'a navré : que je n'ai pas été capable de faire muter un policier. »

### Tucholsky et le mouvement ouvrier
Tucholsky fut depuis le début un intellectuel de gauche, prenant parti pour le mouvement ouvrier. Il s'engagea avant la Première Guerre mondiale au SPD, mais prit peu à peu ses distances avec le parti en 1918. Il reprochait aux dirigeants d'avoir trahi la révolution de novembre. Il se rapprocha de l'USPD et du KPD, mais conserva son indépendance envers les partis ouvriers et leur discipline.
Il considérait Die Weltbühne, non comme un journal doctrinal, mais comme un forum de discussion, ce qui lui valut en 1929 la critique du périodique communiste Die Front :
« La tragédie de l'Allemagne est aussi due à la déplorable insuffisance de ses intellectuels de gauche, qui trônent au-dessus des partis, parce qu'ils ne peuvent pas s'insérer facilement dans le rang (pour parler comme Kurt Tucholsky). Ces gens-là ont été défaillants en 1918, ils le sont encore aujourd'hui. »
La réponse de Tucholsky parut dans l'article intitulé « Le rôle des intellectuels dans le parti » :
« Il faut bien se mettre dans la tête le rôle de l'intellectuel :
Il n'est habilité à participer à la direction d'un parti qu'à deux conditions: s'il possède des connaissances sociologiques et s'il consent ou a consenti à faire des sacrifices sur le terrain politique pour la cause des travailleurs. (…)
Le parti doit aussi se mettre dans la tête :
Que presque chaque intellectuel qui vient vers lui, est un transfuge de la bourgeoisie. Une certaine méfiance est donc naturelle, mais elle ne doit pas dépasser la mesure. (…)
Le principal est de travailler pour la cause commune. » 
C'est d'une façon différente de la République fédérale que la RDA (République démocratique allemande) a essayé d'incorporer Tucholsky dans sa tradition culturelle. Un voile fut jeté sur le fait qu'il avait refusé l'asservissement à Moscou du parti communiste qu'il tenait pour responsable de l'émiettement de la gauche et de la victoire des nazis. Peu après la prise du pouvoir par Hitler, il écrivit le 7 avril 1933 au journaliste Heinz Pol, alors que l'on discutait en Europe sur d'éventuelles mesures de boycott contre l'Allemagne :
« Ce qui me semble le plus important, c'est l'attitude de la Russie envers l'Allemagne. Si j'étais communiste, je vomirais sur ce parti. A-t-on le droit de laisser les gens dans le pétrin, parce qu'on a besoin des crédits allemands ? »
Dans une lettre du 20 avril au même correspondant, il écrit :
« Le parti communiste allemand s'est conduit du début à la fin d'une façon stupide, il n'a pas compris ses militants dans la rue, il n'a pas eu les masses derrière lui. Et comment Moscou a-t-elle réagi quand les choses ont tourné mal ?… Les Russes n'ont même pas eu le courage de tirer la leçon de leur défaite, car c'est bien de leur défaite qu'il s'agit ! Un jour, après d'amères expériences, ils devront bien se rendre compte de la vanité de la main mise totalitaire du pouvoir de l'État, du matérialisme borné et vulgaire, de l'insolente audace, de mettre tout le monde dans un même sac qui pourtant ne convient même pas à Moscou. » 

### Le critique littéraire et le poète
Tucholsky fut le critique littéraire le plus influent de son époque. Dans sa rubrique régulière « Auf dem Nachttisch » (Sur ma table de nuit) qui paraissait dans la Weltbühne, il abordait souvent une demi-douzaine de livres à la fois. Il rendit compte en tout de plus de 500 œuvres littéraires. Tucholsky porta attention dans ses critiques de livres à ne pas s'ériger en pape de la littérature.
On peut porter à son mérite, qu'il fut l'un des premiers à faire connaître l'œuvre de Franz Kafka. Avec profondeur et avec doigté, il décrit déjà en 1913, la prose de Kafka dans la première de ses œuvres Betrachtung. Il qualifia le roman Der Process (Le Procès) de livre le plus fort et le plus troublant de ces dix dernières années. On peut citer aussi Le Brave Soldat ChvéÏk de Jaroslav Hašek parmi ses découvertes pour le public allemand. Par contre il n'apprécia pas Ulysse de James Joyce dont il jugeait des passages entiers particulièrement ennuyeux.
Comme compositeur de chansons, Tucholsky fit découvrir ce genre aux pays de langue allemande. Il se plaignit dans le texte « Aus dem Ärmel geschüttelt » (Comme tombé du ciel) que composer une chanson en langue allemande demande beaucoup d'efforts quand bien même elle ne serait pas chantée en public, un effort qui est inversement proportionnel à sa mise en valeur. Il pensait comme compositeur n'avoir que du talent, alors que Heinrich Heine avait dominé son siècle. Le poème « Mutterns Hände » est un exemple caractéristique de cet art lyrique de la vie de tous les jours, dont le principal représentant fut Erich Kästner. Dans les passages des livres traitant de Tucholsky, on trouve aussi des poèmes comme « Augen in der Großstadt » et « Das Ideal ».

### Tucholsky et la judéité
L'attitude de Tucholsky vis-à-vis de la judéité est appréciée de façon polémique. Le savant juif Gershom Scholem le caractérise comme un des antisémites les plus doués et les plus rebutants. Une des raisons de ce jugement fut entre autres le personnage de Wendriner, créé par Tucholsky, qui représente sans la moindre complaisance la bourgeoisie juive. Ceci fut contesté : Tucholsky n'aurait pas voulu avec le personnage de Wendriner représenter le juif, mais le bourgeois. Il s'agissait pour lui de clouer au pilori la piètre mentalité d'une partie des bourgeois juifs conservateurs qui, d'après lui, étaient prêts à accepter les pires humiliations des milieux nationalistes, pourvu qu'on les laisse vaquer à leurs affaires.
La critique de Scholem est d'autant plus étonnante que les conservateurs et les gens d'extrême droite, mais aussi les juifs patriotes, considéraient que Tucholsky était le représentant parfait et repoussant de l'écrivassier juif décadent. Le fait que Tucholsky ait quitté la communauté juive et se soit fait baptiser dans la religion luthérienne n'a aucunement influencé ces critiques. L'argument, que l'on peut encore entendre de nos jours, que les juifs par leurs déclarations auraient suscité eux-mêmes l'antisémitisme, avait déjà été utilisé contre Tucholsky. Josef Nadler, historien de la littérature et membre du Parti nazi, exprima sans ambiguïté en 1941 la haine des nazis envers celui qui était décrit de la sorte dans son livre Literaturgeschichte des deutschen Volkes (Histoire de la littérature du peuple allemand) : « Aucun peuple de la terre n'a subi dans sa propre langue l'outrage que Tucholsky a fait subir au peuple allemand ».
D'une façon étonnante, Tucholsky consacre sa longue et dernière lettre avant sa mort à la situation des juifs en Allemagne. Il écrit avec résignation à Arnold Zweig, émigré en Palestine : « Il faut tout revoir depuis le début ».

### Tucholsky et les femmes

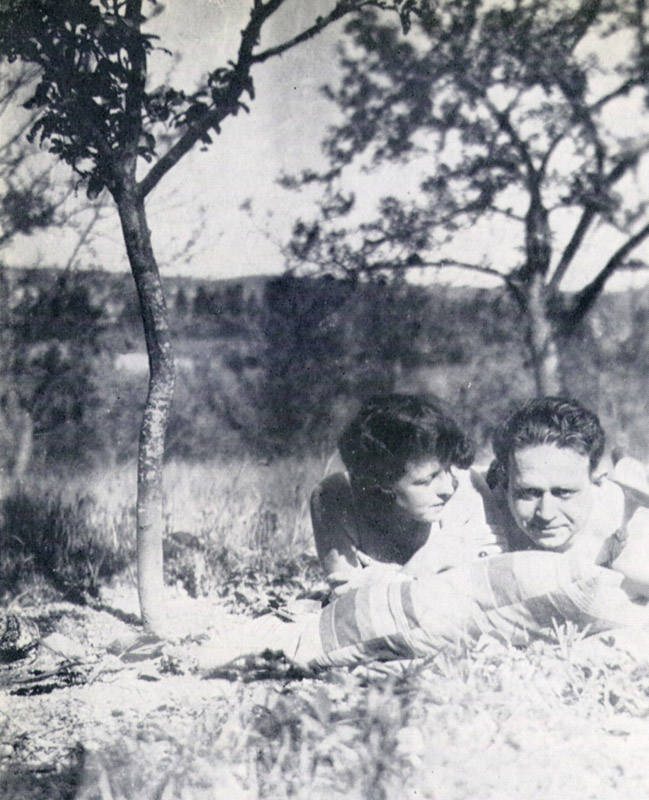
Tucholsky et Lisa Matthias, 1929.

Au plus tard avec la parution de l'autobiographie de Lisa Matthias (1894-1982), journaliste et éditeur, compagne de Tucholsky, une autobiographie intitulée : Ich war Tucholskys Lottchen (J'étais la Lottchen de Tucholsky, Lottchen étant ici le personnage féminin de nombreux récits de Tucholsky), la critique littéraire disposait de suffisamment de matériau pour alimenter les hypothèses sur les relations de Tucholsky avec les femmes. Lisa Matthias décrit dans ses souvenirs Tucholsky comme un érotomane qui la trompait avec d'autres femmes durant leur liaison. La publication de ses mémoires en 1962 fit scandale, car d'après la critique, Lisa Matthias avait fait de la sexualité de Tucholsky le thème essentiel de son ouvrage. Il n'est toutefois pas exact qu'elle ne décrive Tucholsky qu'au-dessous de la ceinture. La première épouse de Tucholsky, Else Weil, affirmait aussi qu'il ne prenait pas la fidélité très au sérieux. Elle nota : « Lorsque je dus éviter ces dames pour atteindre mon lit, j'ai décidé de divorcer. » Par contre la seconde épouse de Tucholsky, Mary Gerold, ne s'exprima jamais sur la vie privée de son mari.
Pour expliquer l'échec de ses deux mariages, les biographes retiennent surtout ses relations avec sa mère. Il avait souffert de sa domination après la mort prématurée de son père. Tucholsky, son frère et sa sœur la décrivent comme quelqu'un de tyrannique, une mégère domestique. Ceci serait l'origine d'un érotisme à fleur de peau qui lui rendait insupportable la présence durable d'une femme. Peu avant sa mort, alors qu'il était encore lié avec Hedwig Müller et Gertrude Meyer, ses pensées le firent revenir vers sa seconde épouse Mary Gerold, dont il fit son unique héritière. Dans la lettre d'adieu, qu'il lui adressa, il écrit à son sujet : « J'avais un lingot d'or dans la main et je me baissais pour ramasser de la petite monnaie ; je n'ai pas compris, j'ai été stupide, je n'ai pas trahi mais trompé, et je ne l'ai pas compris.»
Gerhard Zwerenz défend dans sa biographie la thèse que Tucholsky n'était pas capable d'accepter les facultés intellectuelles d'une femme sans aussitôt la masculiniser. Comme preuve de ce qu'il avance, il cite : « Francfort a produit deux grands hommes : Goethe et Gussy Holl » (Gussy Holl étant une actrice et chansonnière célèbre à l'époque, mariée à Conrad Veidt puis à Emil Jannings). Ou le fait qu'il s'adresse dans ses lettres à Mary Gerold en parlant de « lui ». Ces considérations psychologiques après coup demeurent toutefois hypothétiques. On retiendra qu'il donne dans ses deux nouvelles Rheinsberg et Schloß Gripsholm une image de la femme, moderne pour l'époque : Claire, « la princesse » et Billie sont des femmes indépendantes qui vivent leur propre sexualité et ne se soumettent pas à des modèles conventionnels. Ceci vaut aussi pour le personnage de Lottchen. Tucholsky montra son aversion envers les intellectuelles asexuées dans leur tenue stricte dans son personnage de Lissy Aachner dans la nouvelle Rheinsberg. La méchante directrice du foyer d'enfants dans la nouvelle Schloß Gripsholm rappelle plutôt le genre de personnalité que Tucholsky avait pu appréhender avec sa mère Doris.

## Œuvres
- Rheinsberg – ein Bilderbuch für Verliebte (1912)
- Der Zeitsparer. Grotesken von Ignaz Wrobel (1914)
- Fromme Gesänge. Von Theobald Tiger mit einer Vorrede von Ignaz Wrobel (1919)
- Träumereien an preußischen Kaminen. Von Peter Panter (1920)
- Die verkehrte Welt in Knüttelversen dargestellt von Kaspar Hauser (1922)
- Ein Pyrenäenbuch (1927). Réédition : Hamburg, Rowohlt, 1991
- Mit 5 PS (1928)
- Deutschland, Deutschland über alles. Ein Bilderbuch von Kurt Tucholsky und vielen Fotografen. Montiert von John Heartfield (1929)
- Das Lächeln der Mona Lisa (1929)
- Lerne lachen ohne zu weinen (1931)
- Schloß Gripsholm. Eine Sommergeschichte (1931)
- Christoph Kolumbus oder Die Entdeckung Amerikas. Komödie in einem Vorspiel und sechs Bildern. Von Walter Hasenclever und Peter Panter (1932)
- Deutsche Kinder in Paris

### Citations
Il existe une célèbre citation de Tucholsky, qui est souvent attribuée à tort à d'autres auteurs (notamment à Woody Allen, qui l'a effectivement utilisée à plusieurs reprises) :
« L'avantage de l'intelligence est de permettre de jouer à l'imbécile. L'inverse est déjà plus difficile. » « Der Vorteil der Klugheit besteht darin, daß man sich dumm stellen kann. Das Gegenteil ist schon schwieriger. »)

### Traductions
- Apprendre à rire sans pleurer. Lerne lachen ohne zu weinen. Chronologie, introduction et choix de textes par Eva Philippoff. Traduction par E. Philippoff et J. Brejoux. Collection Bilingue. Aubier Montaigne. Paris 1974.
- Bonsoir, révolution allemande. Traduction Alain Brossat, Klaus Schuffels, Claudie Weill et Dieter Welke. Presses universitaires de Grenoble. Grenoble 1981.
- Un été en Suède : vacances au château de Gripsholm / trad., notes et préface de Pierre Villain. Balland. Paris 1982.
- Un été en Suède, trad. par Pierre Villain, Les Belles Lettres, Paris, 2017, 208 pages  (ISBN 978-2-251-44738-4)
- Un livre des Pyrénées, traduction Jean Bréjoux, Toulouse, Privat, 1983.
- Chroniques parisiennes, présentation, traduction et notes Alexis Tautou, Paris, éditions Rivages, 2010.
- Moment d’angoisse chez les riches - Chroniques allemandes , traduction Claude Porcell, éditions Héros Limite, 2012 (éditions Balland, 1982).
- Bulles de savon, traduction d'Elisabeth Willenz, préface de Nathalie Eberhardt, illustrations de Donatien Mary, La dernière goutte, Strasbourg, 2018.
- On n'engueule pas un océan, traduction d'Elisabeth Willenz, photomontages de Philippe Delangle, La dernière goutte, Strasbourg, 2025.

## Créations françaises autour de Tucholsky
- Chronique des années de m*rde, d’après K. Tucholsky, mise en scène Stéphane Verrue, Le Théâtre Hypocrite, 1978.
- Apprendre à rire sans pleurer, théâtre Goblune (Paris), 1981.
- En v’là un chahut, d’après des textes de K. Tucholsky, Comédie de Créteil, mise en scène de Christian Peythieu, Festival Off d’Avignon, 1982.
- Apprendre à rire sans pleurer, d’après des textes de K. Tucholsky, Nouveau Théâtre d’Angers, conception et mise en scène de Monique Hervouët, 1996-1997.
- Les dames de chez Panther, traduction et mise en scène de Françoise Delrue, Théâtre La Bardane.
- Le sourire de la Joconde, traduction et mise en scène de Françoise Delrue, Théâtre du Nord – CDN (Lille), 2001.
- Y’a des croquettes plein ton assiette (ou regard vers un avenir lointain), d’après K. Tucholsky, Théâtre du Bocage, mise en scène Claude Lalu, Festival Off d’Avignon, 2006.

## Hommages
- (12401) Tucholsky, astéroïde.